# 最小交差距離

(4953) 1990 MUの軌道は、最小交差距離が0.0263 AUであり、潜在的に危険な小惑星に分類される, is classified as a potentially hazardous object

最小交差距離 （英語：Minimum orbit intersection distance, MOID）は、天文学において、天体の近接の度合いや衝突リスクの評価に用いられる尺度である。2つの天体の接触軌道の最も近い点間の距離で定義されている。 地球との衝突の危険性においてよく注目され、地球軌道との最小交差距離（Earth MOID）は、JPL Small-Body Databaseのような、彗星や小惑星のデータベースには載っていることが多い。 最小交差距離は、地球以外の天体に関しても同様に定義され、木星のMOID、金星 のMOIDなどが存在する。 
地球軌道との最小交差距離が0.05 AU未満の場合、その物体は潜在的に危険な小惑星 （PHO）として分類される。地球よりも大きな天体に対しては、より大きな最小交差距離に対して潜在的に危険な小惑星へ分類する。例えば、最も巨大な太陽系の惑星である木星の場合、1 AU未満であれば、注目に値すると考えられている。
最小交差距離が小さいからといって、特に小さな天体は、惑星からの重力などにより軌道を乱されやすいため、衝突するとは限らない。衝突するには、単に小さい最小交差距離を持つだけではなく、2つの物体がそれらの軌道のその点に同時に存在する必要がある。軌道共鳴が生じている重力的に固定された2つの天体は安定し、互いに接近しなくなる。特に、小さい天体に何度も摂動が生じる場合、数値積分は発散しやすくなり、その軌道は時間が経つにつれて予測が困難になる。最小交差距離は、それが天体軌道要素から直接得られるという利便性を持つが、数値積分を用いた将来の軌道の予測には使用されない。
トリノスケールで4と評価された唯一の天体（後に降格された）、 アテン群の小惑星のアポフィスは、地球軌道との最小交差距離が0.000316 AUと非常に小さかった。これはカタログ内の最小の地球軌道との最小交差距離ではないが、より小さな地球軌道との最小交差距離を持つ多くの天体は、直径がおよそ140メートル（または絶対等級 H が22未満）であるため、潜在的に危険な小惑星として分類されないからである。地球軌道との最小交差距離は、直径140メートル未満の、暗く、observation arc（観察期間）の短い小惑星に対してより実用的な指標である。地球の衝突前に検出され、地球軌道との最小交差距離が計算された唯一の天体は、小惑星2008 TC3と2014 AAである。2008 TC3は、小惑星センターに0.00001 AUと記載されており、 アポロ群の小惑星に対して計算された最小の最小交差距離である。 より正確なジェット推進研究所のデータベースでは、0.0000078 AUとより小さな値が記録されている。 
| 天体名              | 地球軌道との最小交差距離 (AU)           | おおよその直径 (m) | (H)  | 「Sentry Risk Table」のリストに残っているか？ |
| ------------------- | --------------------------------------- | ------------------ | ---- | --------------------------------------------- |
| (137108) 1999 AN10  | 0.000003天文単位 (450 km; 280 mi)       | 1300               | 17.9 |                                               |
| 2004 MX2            | 0.000019天文単位 (2,800 km; 1,800 mi)   | 1258               | 19.3 |                                               |
| 2017 YZ1            | 0.000036天文単位 (5,400 km; 3,300 mi)   | 260                | 20.4 |                                               |
| (164207) 2004 GU9   | 0.000050天文単位 (7,500 km; 4,600 mi)   | 163                | 21.1 |                                               |
| (442037) 2010 PR66  | 0.000083天文単位 (12,400 km; 7,700 mi)  | 488                | 19.3 |                                               |
| (177049) 2003 EE16  | 0.000103天文単位 (15,400 km; 9,600 mi)  | 320                | 19.9 |                                               |
| 2016 FG60           | 0.000113天文単位 (16,900 km; 10,500 mi) | 300                | 21.1 |                                               |
| 2000 TU28           | 0.000132天文単位 (19,700 km; 12,300 mi) | 200                | 20.8 |                                               |
| (433953) 1997 XR2   | 0.000133天文単位 (19,900 km; 12,400 mi) | 200                | 20.7 |                                               |
| (292220) 2006 SU49  | 0.000175天文単位 (26,200 km; 16,300 mi) | 380                | 19.5 |                                               |
| (216985) 2000 QK130 | 0.000212天文単位 (31,700 km; 19,700 mi) | 200                | 21.0 |                                               |
| 2011 SM68           | 0.000214天文単位 (32,000 km; 19,900 mi) | 300                | 19.6 |                                               |
| 2007 PV27           | 0.000221天文単位 (33,100 km; 20,500 mi) | 300                | 20.2 |                                               |
| (85236) 1993 KH     | 0.000226天文単位 (33,800 km; 21,000 mi) | 500                | 18.6 |                                               |
| 2009 KK             | 0.000231天文単位 (34,600 km; 21,500 mi) | 280                | 20.5 |                                               |
| 99942 Apophis       | 0.000316天文単位 (47,300 km; 29,400 mi) | 370                | 19.7 | Yes                                           |
| 2008 PK3            | 0.000321天文単位 (48,000 km; 29,800 mi) | 140                | 22.0 |                                               |
| 2007 TU24           | 0.000328天文単位 (49,100 km; 30,500 mi) | 250                | 20.3 |                                               |
| 2014 EG45           | 0.000352天文単位 (52,700 km; 32,700 mi) | 140                | 21.9 |                                               |
| 2016 CB194          | 0.000370天文単位 (55,400 km; 34,400 mi) | 1300               | 17.6 |                                               |
| 2004 UE             | 0.000378天文単位 (56,500 km; 35,100 mi) | 220                | 21.0 |                                               |
| (297300) 1998 SC15  | 0.000392天文単位 (58,600 km; 36,400 mi) | 320                | 19.2 |                                               |
| (367789) 2011 AG5   | 0.000392天文単位 (58,600 km; 36,400 mi) | 140                | 21.8 |                                               |